# Monotropoideae
Monotropoideae es una subfamilia de plantas perteneciente a la familia Ericaceae. 

## Descripción
Son plantas perennes, micoheterótrofas, generalmente blancas a rojizas o moradas o al menos no verdes, sin clorofila; plantas hermafroditas. Hojas alternas, muy reducidas, escamiformes.
Inflorescencias generalmente racimos bracteados, generalmente sin bracteolas, o las flores solitarias; flores regulares, hipóginas; sépalos generalmente (2–) 4–5 (6), libres o basalmente connados, imbricados o raramente obsoletos, a veces transformándose gradualmente en escamas parecidas a brácteas; pétalos 3–5 (6), libres o unidos; estambres 6–12, frecuentemente en doble número que sépalos o pétalos, unidos al receptáculo; anteras ditecas, frecuentemente invertidas durante el desarrollo, abriéndose por hendeduras longitudinales o raramente por poros terminales o por una hendedura apical, granos de polen solitarios; algunos géneros practican polinización por zumbido. Pistilo de (4) 5 (6) carpelos unidos formando un ovario súpero, plurilocular con placentación axial o 1-locular con placentas parietales, profundamente intrusas. 
Fruto, una cápsula loculicida, o abayado e indehiscente; semillas pequeñas y numerosas.

## Taxonomía
Incluye las siguientes tribus y géneros:
- Tribu: Monotropeae
  - Géneros: Allotropa - Cheilotheca - Hemitomes - Monotropa - Monotropastrum - Monotropsis - Pityopus - Pleuricospora
- Tribu: Pterosporeae
  - Géneros: Pterospora
- Tribu: Pyroleae
  - Géneros: Chimaphila - Moneses - Orthilia - Pyrola